# 播磨高原広域事務組合立播磨高原東中学校
播磨高原広域事務組合立播磨高原東中学校（はりまこうげんこういきじむくみあいりつ はりまこうげんひがしちゅうがっこう）は、兵庫県たつの市新宮町光都にある、たつの市・上郡町・佐用町を組合員とする組合立中学校。
播磨科学公園都市内に位置し、西側には同組合立播磨高原東小学校がある。安藤忠雄が校舎を設計した。

## 沿革
- 1997年（平成9年） - 校舎竣工、開校。

## 校区
たつの市
- 新宮町光都、新宮町二柏野、新宮町角亀、新宮町上莇原、新宮町下莇原

上郡町
- 光都

佐用町
- 光都

## 交通アクセス
- 相生駅から神姫バス SPring-8行き乗車、西播磨総合庁舎東下車。
- 姫路駅から神姫バス SPring-8行き急行バス乗車、西播磨総合庁舎東下車。

## 通学区域が隣接している学校
- たつの市立新宮中学校
- 佐用町立三日月中学校
- 上郡町立上郡中学校
- 相生市立矢野川中学校